# Chrysocrambus craterella
Chrysocrambus craterella là một loài bướm đêm trong họ Crambidae.

## Hình ảnh

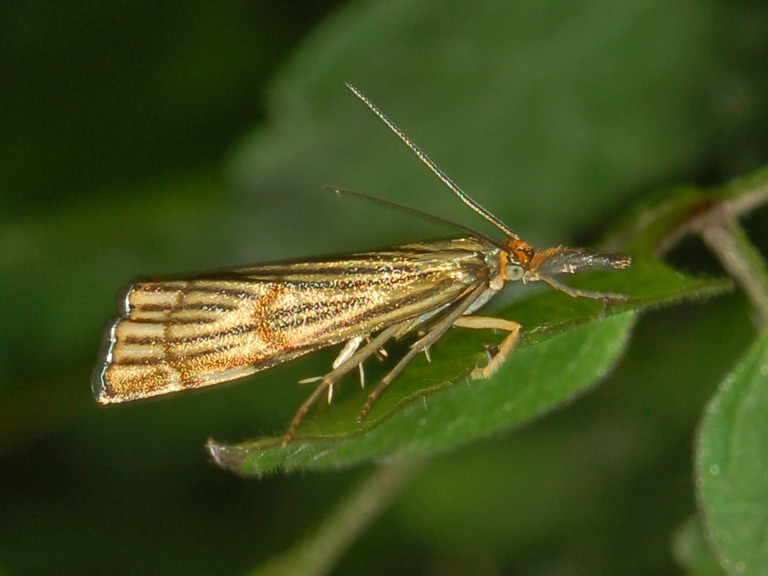